# 楊士烒
楊士烒，直隸顺天府通州人，清朝政治人物、同进士出身。

## 生平
顺治九年（1652年）壬辰科进士，改庶吉士，授監察御史。